# 埃唐普
埃唐普（法語：Étampes，法語發音：[etɑ̃p] ⓘ），法国中北部城市，法兰西岛大区埃松省的一个市镇，同时也是该省的一个副省会，下辖埃唐普区，其市镇面积为40.9平方公里，2022年1月1日时人口数量为26,601人，在法国城市中排名第354位。
埃唐普位于埃松省南部，巴黎和奥尔良的中点附近，是一个区域性的中心城市和交通枢纽，巴黎－波尔多铁路及法国国道N20线由此通过，距离巴黎市区约65公里。埃唐普自中世纪起成为法兰西皇室领土，因其同名爵位而闻名，现为巴黎南部的一个远郊卫星城，法兰西岛大区快铁C线的一个终点站位于其境内。

## 地名来源

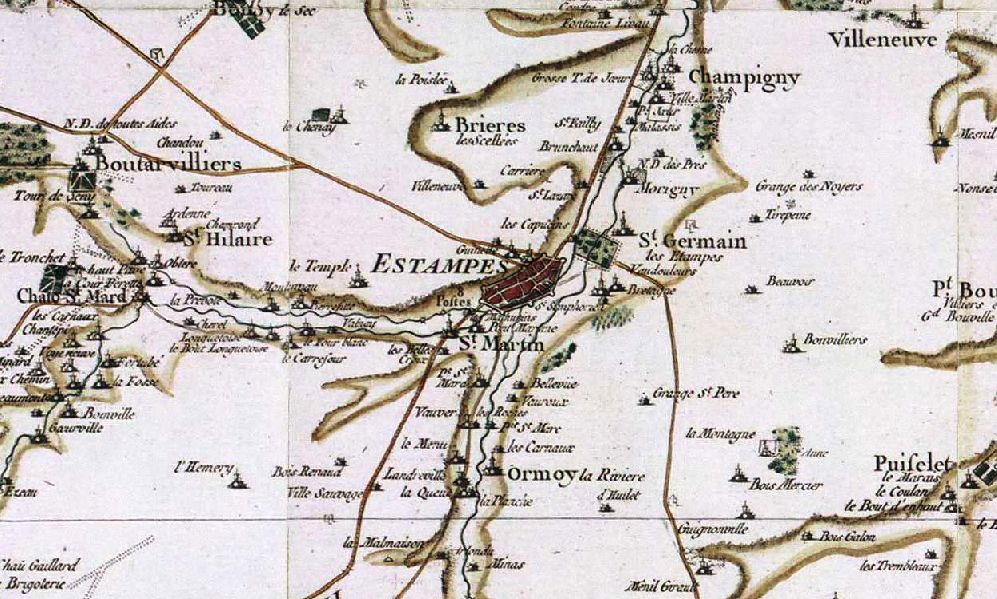
卡西尼地图上的埃唐普

“埃唐普”一名最初的形式为，出现于公元6世纪左右，其具体含义尚不明确，法国历史学家伊波利特·科舍里认为其可能与磨坊有关。

## 历史
埃唐普地区在罗马时期就已成为一个农业集镇（拉丁語：villa rustica），是连接巴黎（Lutèce）和奥尔良（Ganébum）之间道路上的重要一站。公元6世纪，弗朗克人入主此地，埃唐普成为法兰西皇室领土。公元604年，提乌德里克二世率领弗朗克-勃艮第军队在此与纽斯特利亚军队展开埃唐普战役并取得胜利。11世纪，罗贝尔二世主持修建埃唐普城堡，其城市在原有的旧城（Estampes-les-Vieilles）基础上出现了新城——埃唐普勒沙泰勒（Estampes-le-châtel，意为“埃唐普城堡城”），新城与老城于12世纪末合并。14世纪初，腓力四世授予埃唐普封建领地伯爵头衔。16世纪初，安娜·德皮斯勒与埃唐普伯爵布罗斯的让四世联姻，后者获得公爵爵位。宗教战争期间，新教徒占领并烧毁了埃唐普境内的多处宗教建筑。法国大革命期间，时任埃唐普市长的雅克·纪尧姆·西莫诺拒绝降低小麦收购价格，被极端共和派刺杀。工业革命期间，连接巴黎和法国西南部的铁路干线由埃唐普通过，当地出现了多处工厂。第二次世界大战期间，为了切断纳粹德军的物资运输，联军炸毁了埃唐普火车站及附近设施。1968年，埃唐普被划入新成立的埃松省。

## 地理

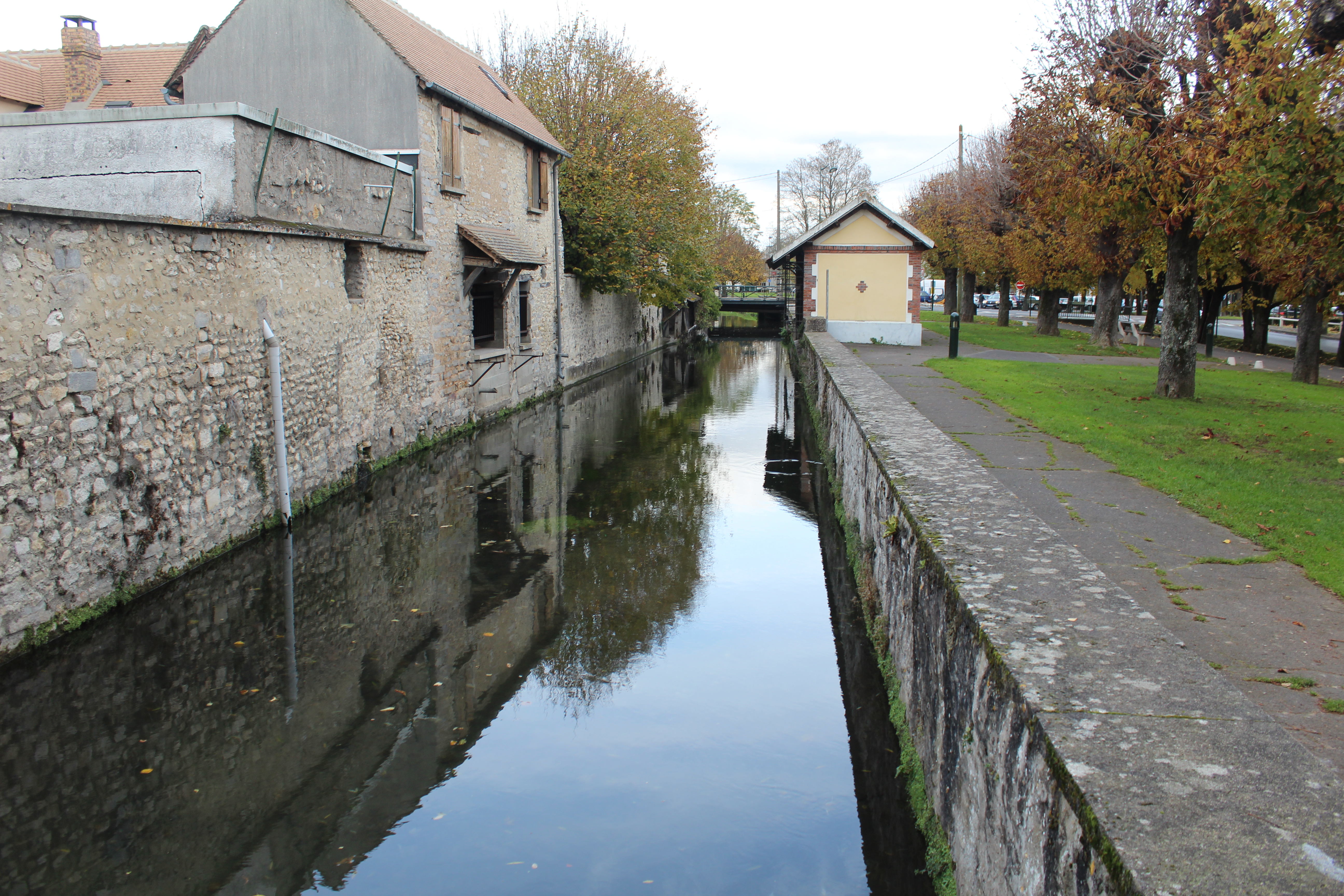
埃唐普境内的卢埃特溪

埃唐普位于法国中北部，法兰西岛大区南部和埃松省中南部，距离省会埃夫里-库尔库罗讷大约39公里。与埃唐普接壤的市镇包括：布里耶尔莱塞莱、吉莱尔瓦勒、萨克拉、布瓦西拉里维耶尔、布瓦西勒塞克、布泰尔维利耶、沙洛圣马尔、拉福雷圣克鲁瓦、莫里尼-尚皮尼、奥尔穆瓦-拉里维耶尔、圣伊莱尔。

### 地形
埃唐普位于巴黎盆地内，博斯地区东侧，境内以平原和浅丘为主，南侧略高于北侧，全境海拔在66到156米之间。

### 水文
瑞訥河自南向北流经境内，该河是埃松河的左岸支流，属于塞纳河流域。瑞讷河埃唐普段水流较缓，左岸有一处天然湖泊，经人工改造后成为埃唐普休闲公园。此外卢埃特溪（La Louette）自西向东流经市区西部，部分河段为地下河。

### 植被
埃唐普属于温带落叶林区，市区内的主要林地分布于河流两岸及一些坡地上。

### 气候
埃唐普在柯本气候分类法中属于温带海洋性气候。
埃唐普市区南部的梅雷维尔境内设有气象站，以下为该气象站的数据（其中日照数据取自奥尔良）：
| 埃唐普1981年－2019年 | 埃唐普1981年－2019年 | 埃唐普1981年－2019年 | 埃唐普1981年－2019年 | 埃唐普1981年－2019年 | 埃唐普1981年－2019年 | 埃唐普1981年－2019年 | 埃唐普1981年－2019年 | 埃唐普1981年－2019年 | 埃唐普1981年－2019年 | 埃唐普1981年－2019年 | 埃唐普1981年－2019年 | 埃唐普1981年－2019年 | 埃唐普1981年－2019年 |
| 月份                 | 1月                  | 2月                  | 3月                  | 4月                  | 5月                  | 6月                  | 7月                  | 8月                  | 9月                  | 10月                 | 11月                 | 12月                 | 全年                 |
| -------------------- | -------------------- | -------------------- | -------------------- | -------------------- | -------------------- | -------------------- | -------------------- | -------------------- | -------------------- | -------------------- | -------------------- | -------------------- | -------------------- |
| 历史最高温 °C（°F）  | 15.1 (59.2)          | 21.2 (70.2)          | 24 (75)              | 30 (86)              | 32 (90)              | 37 (99)              | 39.5 (103.1)         | 41.2 (106.2)         | 34 (93)              | 30.2 (86.4)          | 22 (72)              | 16.5 (61.7)          | 41.2 (106.2)         |
| 平均高温 °C（°F）    | 6.6 (43.9)           | 7.8 (46.0)           | 12 (54)              | 15.3 (59.5)          | 19.3 (66.7)          | 22.7 (72.9)          | 25.8 (78.4)          | 25.6 (78.1)          | 21.5 (70.7)          | 16.3 (61.3)          | 10.4 (50.7)          | 6.9 (44.4)           | 15.9 (60.6)          |
| 日均气温 °C（°F）    | 3.8 (38.8)           | 4.2 (39.6)           | 7.4 (45.3)           | 9.9 (49.8)           | 13.8 (56.8)          | 16.8 (62.2)          | 19.3 (66.7)          | 19.1 (66.4)          | 15.7 (60.3)          | 11.9 (53.4)          | 7.1 (44.8)           | 4.3 (39.7)           | 11.1 (52.0)          |
| 平均低温 °C（°F）    | 1 (34)               | 0.6 (33.1)           | 2.8 (37.0)           | 4.6 (40.3)           | 8.3 (46.9)           | 10.9 (51.6)          | 12.8 (55.0)          | 12.6 (54.7)          | 9.9 (49.8)           | 7.4 (45.3)           | 3.8 (38.8)           | 1.6 (34.9)           | 6.4 (43.5)           |
| 历史最低温 °C（°F）  | −18 (0)              | −13 (9)              | −13.2 (8.2)          | −5.4 (22.3)          | −1 (30)              | −0.5 (31.1)          | 3 (37)               | 3.5 (38.3)           | 1 (34)               | −4 (25)              | −13 (9)              | −13.5 (7.7)          | −18 (0)              |
| 平均降水量 mm（）    | 51.5 (2.03)          | 43.5 (1.71)          | 46.8 (1.84)          | 50.5 (1.99)          | 65.3 (2.57)          | 49.2 (1.94)          | 56.9 (2.24)          | 47.9 (1.89)          | 49.1 (1.93)          | 63 (2.5)             | 54.7 (2.15)          | 60.7 (2.39)          | 639.1 (25.16)        |
| 月均日照時數         | 66.4                 | 87.3                 | 140.5                | 176.2                | 207                  | 216.6                | 221.3                | 224.6                | 179.2                | 121.1                | 70.6                 | 56.6                 | 1,767.4              |
| 来源：infoclimat.fr  |                      |                      |                      |                      |                      |                      |                      |                      |                      |                      |                      |                      |                      |

## 行政区划
埃唐普是法国法兰西岛大区埃松省的一个市镇，编号为91223，它也是埃松省的一个副省会。埃唐普下辖埃唐普区，管理埃唐普县，同时也是埃唐普城市圈公共社区的办公驻地。
法国国家统计与经济研究所（简称）在进行数据统计时，将埃唐普及相邻的另外两个市镇设为埃唐普城市核心区，该核心区是巴黎城市区的一部分。同时，还将埃唐普市镇分为了9个“块区”（IRIS），以便于统计人口分布情况。

## 交通

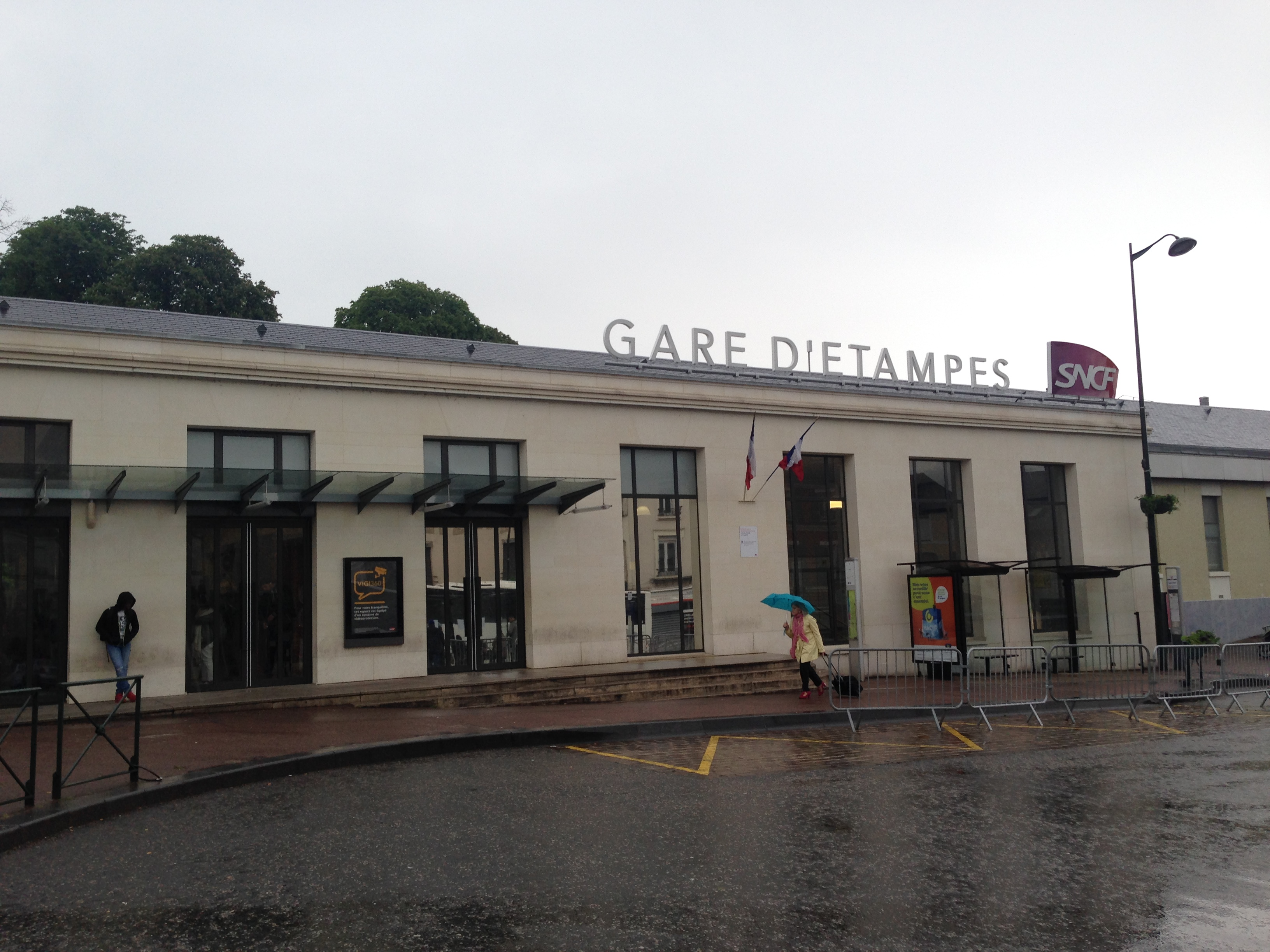
埃唐普火车站

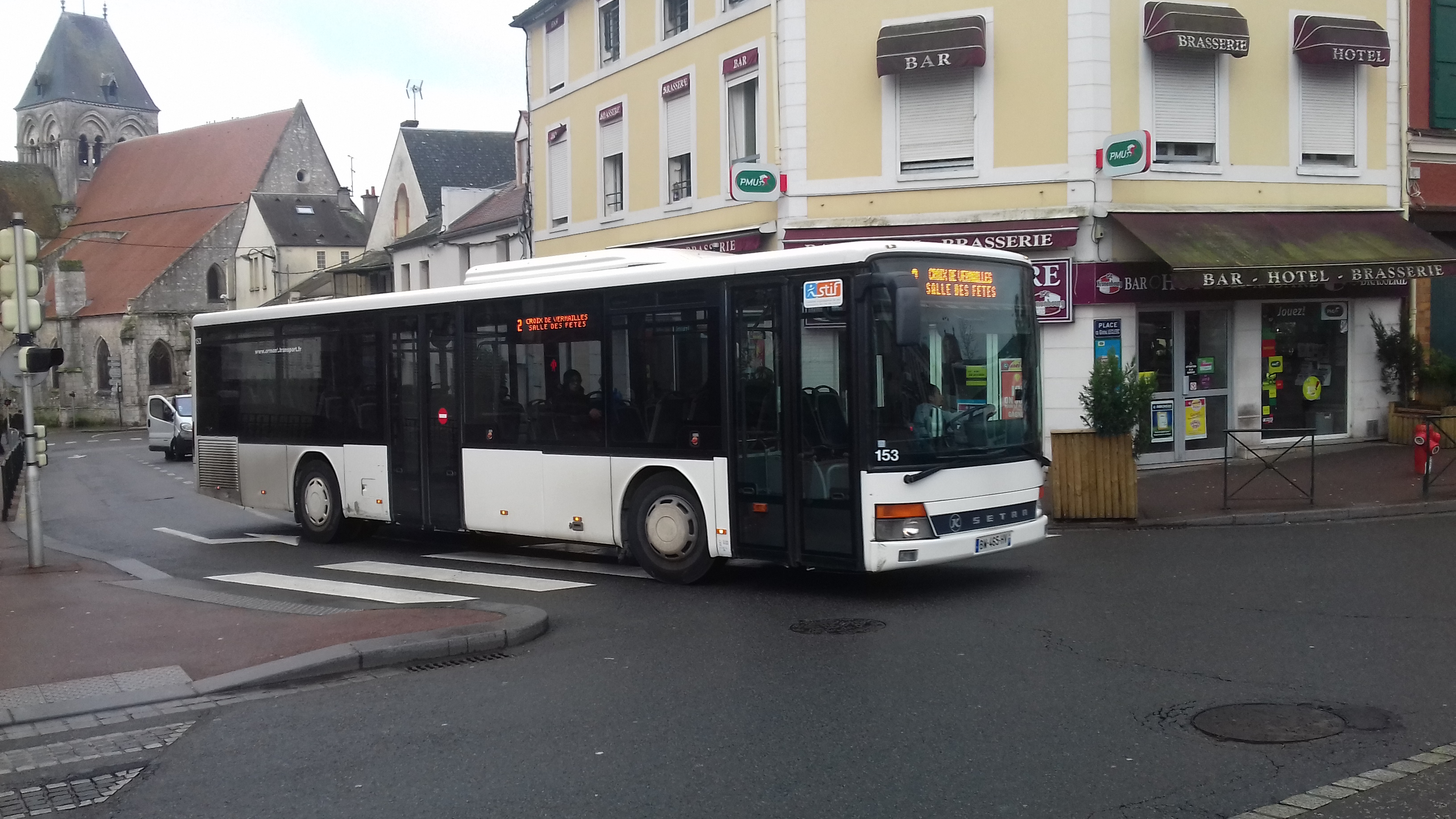
埃唐普街头的一辆公共汽车

### 公路
法国国道N20线经过埃唐普市区，该公路是法兰西岛大区南部重要的公路干线，此外多条埃松省省道在埃唐普境内交汇。
埃松省城际客运91-07线可前往杜尔当，中央-卢瓦尔河谷大区城际客运下属的卢瓦雷省45号线连接埃唐普和该省城市皮蒂维耶，另有校车线路可前往周边部分市镇。
2017年，67.5%的埃唐普家庭拥有至少一辆的私人汽车。2018年，埃唐普境内共发生各类交通事故58起，造成71人受伤。

### 铁路
埃唐普位于巴黎－波尔多铁路上，埃唐普站位于老城区北部，该站是法兰西岛大区快铁C线的一个车站，途径巴黎市区前往伊夫林地区圣康坦方向的列车平均半小时一班，此外该站还停靠往返于奥尔良和巴黎之间的区域列车。
埃唐普圣马丁站位于市区西部，是法兰西岛大区快铁C线的南侧起点，供当地居民通勤使用。

### 航空
埃唐普-蒙代西尔飞行场位于市区西部，是一个简易的停机坪，1909年至1967年间曾驻扎有法国空军251部队。
距离埃唐普最近的民用航空站为巴黎-奥利机场，距离埃唐普市中心的公路里程约45公里。

### 城市公共交通
凯奥雷斯-奥尔蒙是包括埃唐普在内的埃松省南部多个城市的公共交通系统，其中10条线路经过埃唐普市区，路网覆盖了当地的主要街道及居民区。

## 政治

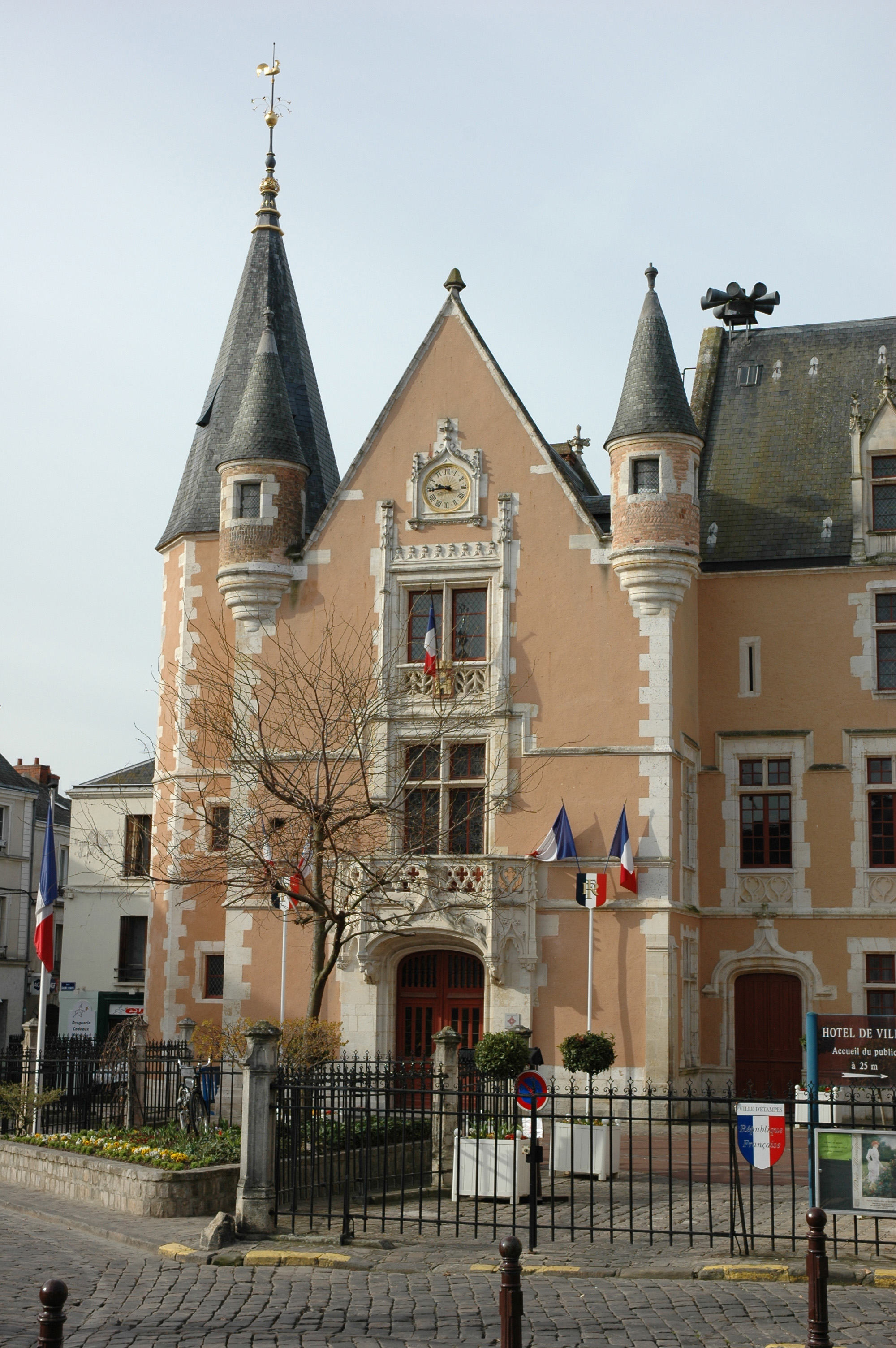
埃唐普市政厅

埃唐普的现任市长为弗朗克·马兰先生，他是共和党的一名成员，在2020年的市政选举中获得了的53.85%支持率。
在2017年的法国总统大选中，法国第25任总统埃马纽埃尔·马克龙在埃唐普获得了67.11%的支持率。
| 埃唐普历届市长 |                    |                                            |
| 任期           | 市长               | 党派                                       |
| 1944年－1953年 | 路易-巴泰勒米·迪朗 | MRP人民共和运动                            |
| 1953年－1965年 | 贝尔特-苏珊·韦纳   | 不详                                       |
| 1965年－1977年 | 加布里埃尔·巴里埃  | 不详                                       |
| 1977年－1995年 | 热拉尔·勒弗朗      | PCF法国共产党                              |
| 1995年－2017年 | 弗朗克·马兰        | RPR保衛共和聯盟 →UMP人民运动联盟 →LR共和黨 |
| 2017年－2018年 | 让-皮埃尔·科隆巴尼 | LR共和黨                                   |
| 2018年－2020年 | 贝尔纳·拉普拉斯    | 無黨籍                                     |
| 2020年－       | 弗朗克·马兰        | LR共和黨                                   |

## 人口
2017年，埃唐普市镇人口数量为25,092，在法国排名第354位。其中男性12,127人，女性12,965人，75岁及以上人口占5.2%，外籍人口数量为6,821人，人口密度为613人/平方公里，当地居民被称为（男性）或（女性）。2018年，埃唐普境内出生382人，死亡人口175人。
| 年份   | 1936   | 1946   | 1954   | 1962   | 1968   | 1975   | 1982   | 1990   | 1999   | 2006   | 2011   | 2016   | 2017   |
| ------ | ------ | ------ | ------ | ------ | ------ | ------ | ------ | ------ | ------ | ------ | ------ | ------ | ------ |
| 人口數 | 10,610 | 10,425 | 11,890 | 13,515 | 16,493 | 19,651 | 19,386 | 21,457 | 21,839 | 22,568 | 24,013 | 24,422 | 25,092 |

## 经济
埃唐普是一个区域性的中心城市，当地共有各类用人单位3,019家，其中中小企业占98.57%，平均历史为15年，行政、医疗及社会服务是当地的主要就业岗位类型。

## 财政收入
2018年，埃唐普的财政收入总额为35,128,500欧元，财政支出总额为32,725,500欧元，当年的债务总额为53,205,400欧元。
2014年，埃唐普的人均收入总额为2,627欧元，其中高职人员为4,153欧元，普通职员为1,901欧元。
2017年，埃唐普境内的青壮年（15至64岁）失业率为17.1%，当地40%的家庭拥有纳税资格。

## 社会事务

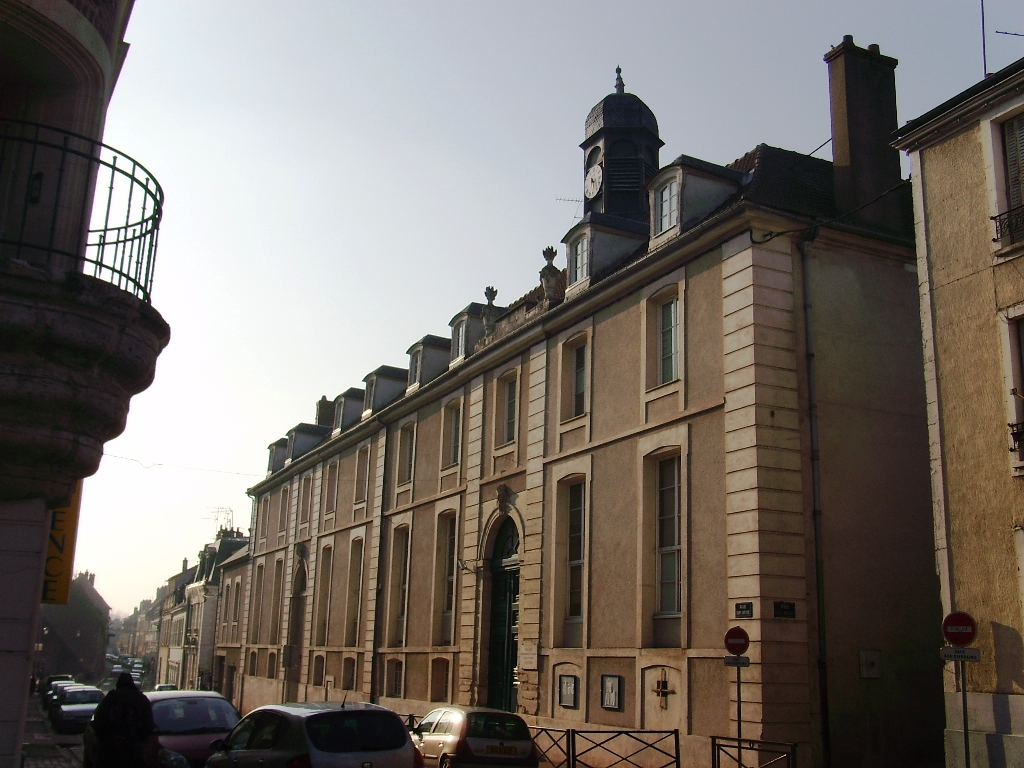
埃唐普的一处初级中学

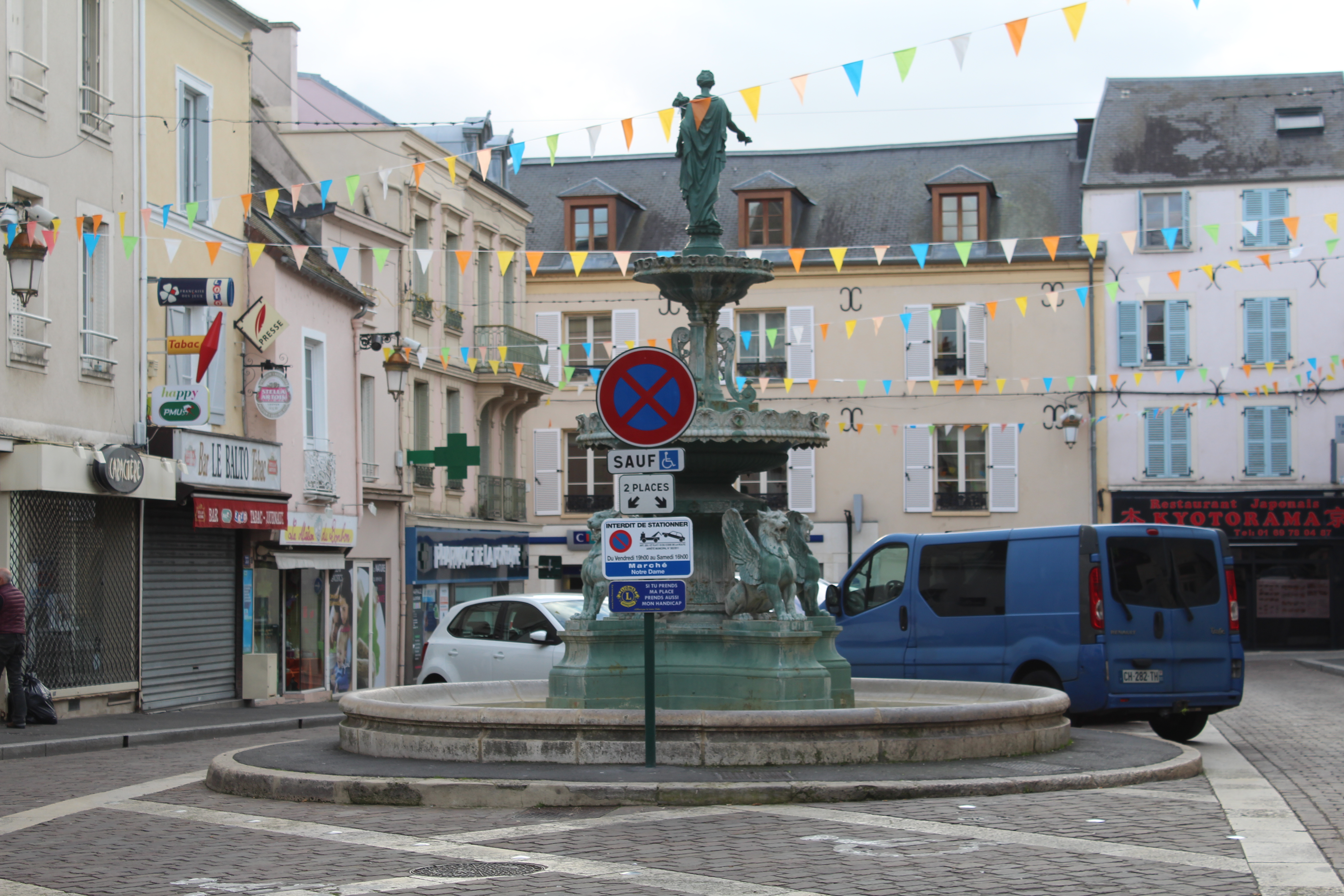
埃唐普集市广场的喷泉

### 教育
埃唐普属于凡尔赛学区。截止2019年1月1日，埃唐普境内共有11所幼儿园、10所小学、5所初级中学、2所普通高中、1所农业高中和1所职业高中。2018至2019学年度，埃唐普境内共有在校中小学生4,638名。

### 医疗
截止2019年1月1日，埃唐普境内共有全科医生20名、保健师32名、牙医13名、护士22名、耳科医生1名、眼科医生2名、助产士4名、儿科医生1名和妇科医生2名。境内共有药房9家、养老院3家、残疾人帮扶中心5家。
南部埃松省中心医院（centre hospitalier du Sud-Essonne）是法国一个区域性的医疗系统，其埃唐普病区设有床位370个，是当地规模最大的公立综合性医院。

### 住房
2017年，埃唐普境内共有各类住房11,335套，其中89.7%为常住房屋。集中式居民区主要分布在市区西北部。

### 商业
2018年，埃唐普境内共有各类商铺1,425家，其中餐饮服务类634家。市区中部建有大型开放式商业街区。

### 体育
2019年，埃唐普境内共有2家游泳池、3间健身房、1座综合体育场、9处网球场、1处马术场、7处足球或橄榄球场以及2处篮球或排球场。
埃唐普足球俱乐部（Étampes FC）是当地的一支足球队，2020至2021赛季参加埃松省省级联赛（Ligue de football de l'Essonne）。

### 环境
埃唐普的环境事务由其所属的公共社区负责。2018年，埃唐普境内共有2家污染企业。

### 治安
2014年，埃唐普及附近地区共发生各类案件1,807起，其中盗窃类案件1,025起，经济类案件233起，毒品交易类案件89起。

## 文化

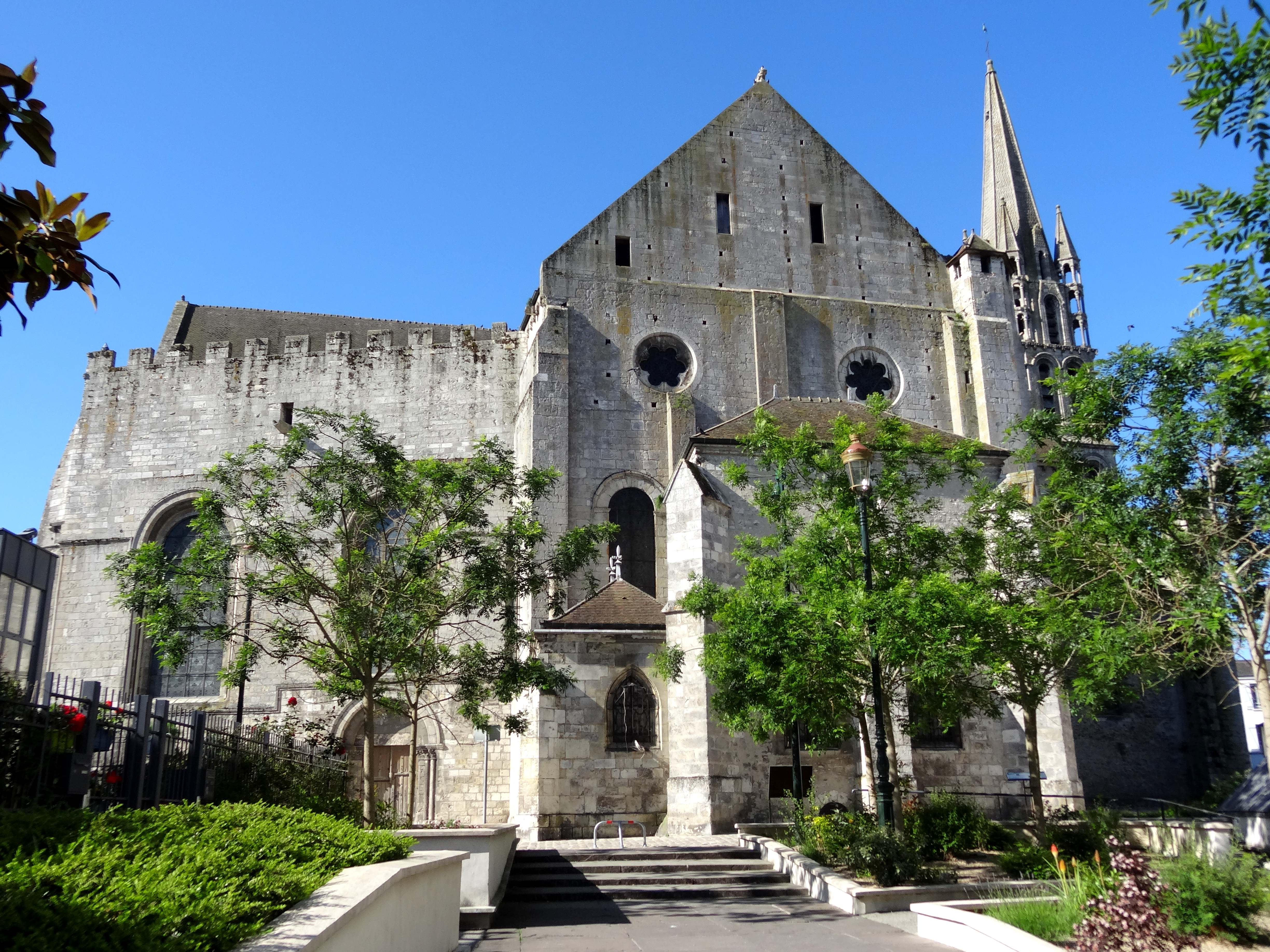
埃唐普圣母堡教堂

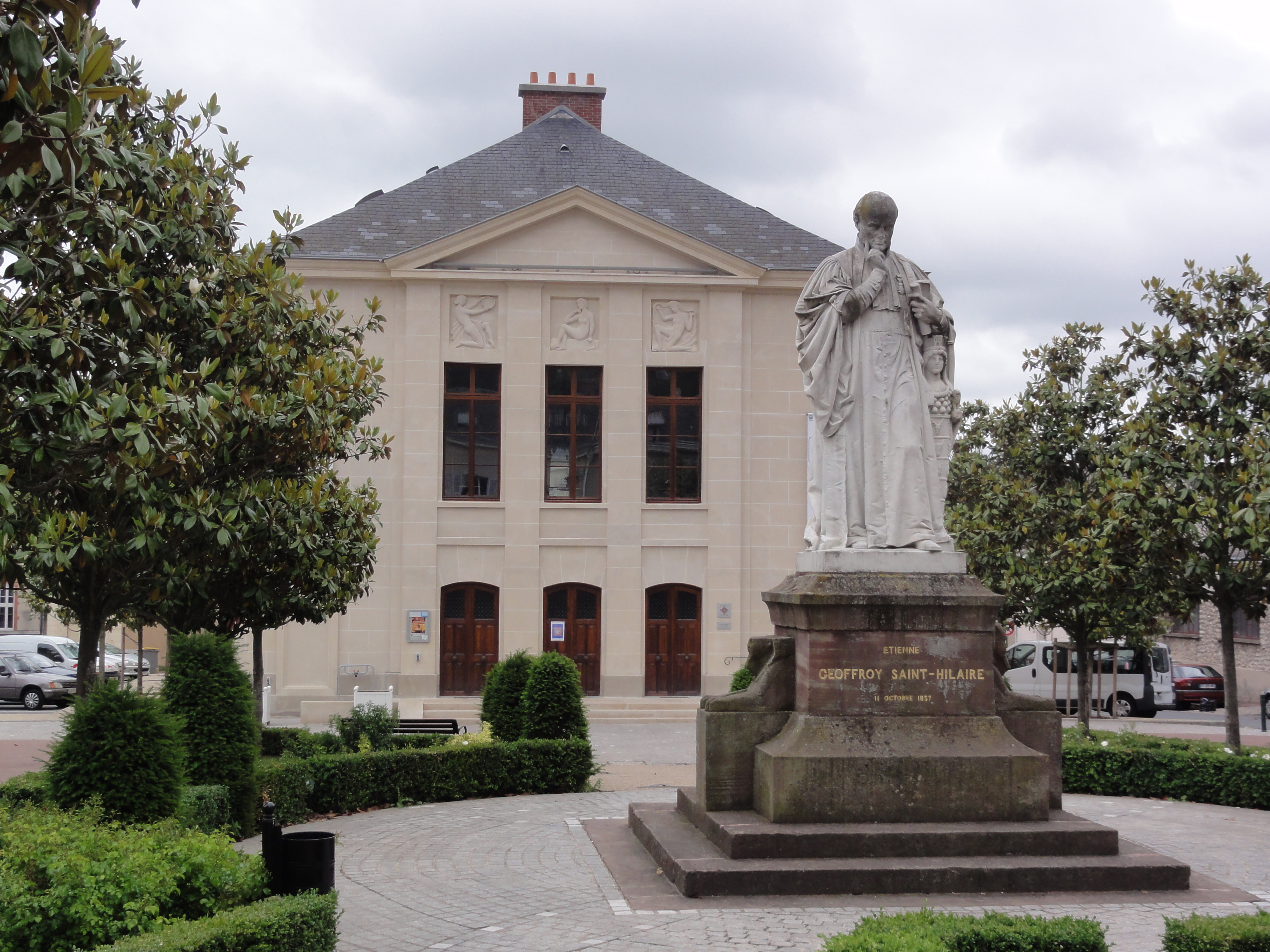
埃唐普市政大剧场

2019年，埃唐普境内共有1家剧场、2家电影院、1家博物馆和1家音乐厅。埃唐普市政府提供多媒体中心，向公众全年开放。

### 建筑
埃唐普是法国艺术与历史之城，境内有多处法国国家文物保护单位，其中埃唐普城堡建于公元11世纪，在宗教战争期间被破坏，现仅存碉楼部分。此外当地的代表性建筑物还有圣母堡教堂、圣巴西尔教堂等。

### 旅游
埃唐普的旅游事务由其所属的公共社区负责。2020年，埃唐普境内共有2家宾馆共计117间房间。

### 媒体
法国主要的媒体均可在埃唐普接收，法国电视三台下属的法兰西岛大区频道在部分时段播出埃唐普所属区域的地方新闻。

### 文学
维克多·雨果在给女儿莱奥波蒂娜的信中曾提到：“埃唐普，这是一座静息在晨曦中的高塔，俯瞰着一条长街上的星点屋顶。”
|  | Étampes, c'est une grosse tour entrevue à droite dans le crépuscule au-dessus des toits d’une longue rue. |

## 友好城市
截至2020年9月，埃唐普共与一座城市互为友好城市关系。
- 德国 博尔纳